# Enrique Bolaños Geyer

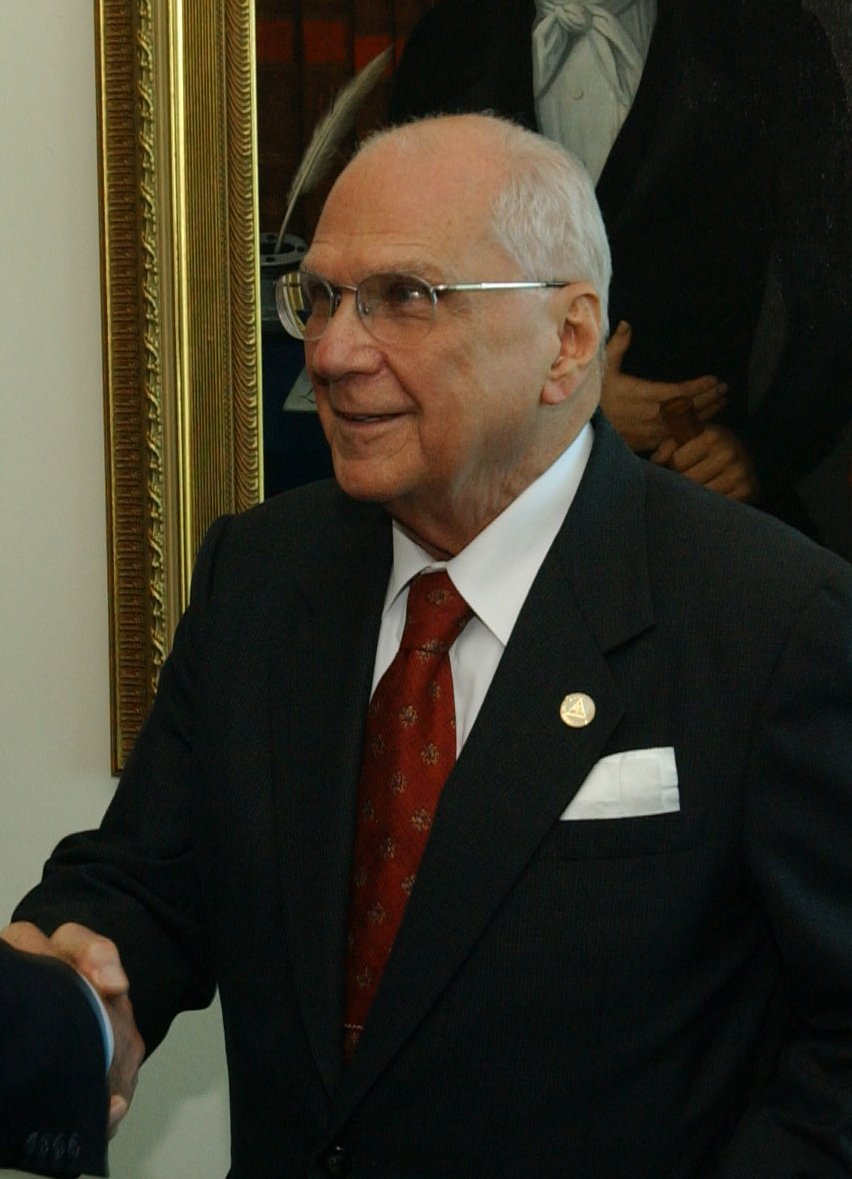
Enrique Bolaños Geyer

Enrique Bolaños Geyer (* 13. Mai 1928 in Masaya; † 14. Juni 2021 in El Raizón, Nindirí) war von 2002 bis Januar 2007 Präsident der Republik Nicaragua. Er war spanisch-deutscher Abstammung. Nachfolger im Präsidentenamt war Daniel Ortega.

## Karriere
Nach einem Studium in St. Louis, USA übernahm Bolaños 1952 den Baumwollbetrieb seiner Eltern und führte das Unternehmen bis 1977. Nach der nicaraguanischen Revolution 1979 trat er in den 1980er Jahren als Gegner der Sandinisten auf und war zeitweise inhaftiert. Nachdem er 1995 als Wahlkampfleiter der Alianza Liberal (AL) zum Sieg von Arnoldo Alemán beigetragen hatte, war er von 1996 bis 2001 Vizepräsident. Am 4. November 2001 gewann er für die Liberal–Konservative Partei Partido Liberal Constitucionalista (PLC) die Präsidentschaftswahlen gegen Daniel Ortega von der FSLN.

## Familie
Bolaños war von 1949 bis zu ihrem Tod 2008 mit Lila Abaunza verheiratet. Sie hatten fünf Kinder.